# گمینا وارتا
گمینا وارتا (به لهستانی:  Gmina Warta) یک گمینا در لهستان است که در شهرستان شراتس واقع شده‌است. گمینا وارتا ۲۵۲٫۹۱ کیلومتر مربع مساحت و ۱۳٬۰۷۴ نفر جمعیت دارد.